# Phường 6, Quận 8
Phường Bình Đông là phường sáp nhập giữa Phường 6 và Phường 7 với một phần Phường 5 Quận 8 với lại một phần của xã An Phú Tây , huyện Bình Chánh thuộc Quận 8 Cũ, Thành phố Hồ Chí Minh, Việt Nam sau khi sáp nhập các tỉnh thành vào ngày 1 tháng 7 năm 2025.

## Địa lý
Phường 6 nằm ở phía trung tâm Quận 8, có vị trí địa lý:
- Phía Bắc giáp một phần Phường Xóm Củi, Phường 14, phường 15 qua Kênh Đôi
- Phía Nam giáp huyện Bình Chánh
- Phía Tây giáp Phường 7 qua rạch Bà Tàng
- Phía Đông giáp Phường 5

Phường 6 có diện tích 1,47 km², dân số năm 2021 là 40.373 người,  mật độ dân số đạt 27.464 người/km².

## Lịch sử
Vùng đất này dưới thời Pháp thuộc ít người sinh sống, đa phần là đồng ruộng. Năm 1954, cha cố Phaolô Hoàng Quỳnh dẫn dắt hơn mười ngàn người theo đạo Công giáo về khu vực phường 6 và phường 7 ngày nay, xây dựng xóm làng, dân cư trở nên đông đông đúc. Dưới thời Việt Nam Cộng hòa, phường 6 là phường Bình An thuộc quận Tám, thành phố Sài Gòn.
Sau năm 1975, phường Bình An trở thành phường 9 thuộc quận 8. Đến ngày 14 tháng 2 năm 1987, phường 9 đổi thành phường 6 cho đến ngày nay.

## Kinh tế - xã hội
Phần lớn dân cư ở khu vực sinh sống trên đường Phạm Thế Hiển, đa phần theo đạo Công giáo, nên được gọi là "xóm đạo". Trên tuyến đường có hai nhà thờ lớn, mang tên Bình Thái và Bình An. Vào mỗi dịp Giáng sinh, những giáo dân khu vực này đều tạo lập hang đá để tỏ lòng tạ ơn, mừng ngày Chúa ra đời. Khu vực này được biết đến là xóm đạo lớn nhất Thành phố Hồ Chí Minh. Bên cạnh đó, vẫn có dân cư theo các tôn giáo khác. Trên địa bàn phường có chùa Phổ Chiếu, chùa Phổ Đà Sơn và chùa Từ Thoàn.
Trên địa bàn phường có hai chợ truyền thống, chợ Bình An và chợ Lò Than.
Về giáo dục, hiện nay phường có 2 trường tiểu học và 1 trường trung học cơ sở.